# Cimetière national de Danville (Kentucky)
Le cimetière national de Danville est un cimetière national des États-Unis situé dans la ville de Danville, dans comté de Boyle County, au Kentucky. Administré par le département des États-Unis des affaires des anciens combattants, il a 394 inhumations et est actuellement fermé à de nouvelles inhumations.

## Description
Le cimetière national de Danville est situé dans le cimetière de Bellevue à Danville. Le site du cimetière national est situé dans le coin nord-ouest et s'étendant sur 0,3 acre (0,12 ha). Il se compose de 18 lots,  beaucoup sous la forme d'un rectangle. Près du centre de la partie nord se trouvent une plaque de bronze sur laquelle est inscrit « Cimetière national de Danville » et le sceau de l'administration des anciens combattants (maintenant le département des affaires des anciens combattants). Un poste carré de calcaire, avec les lettres « U. S. » inscrites sur la face supérieure, est installé à chaque coin du cimetière national. Un mât de drapeau, de 70 pieds (21,34 m) de haut, construit en 1971, est situé juste au sud de la plaque de bronze identifiant le cimetière national. Il n'y a pas de bâtiments, de murs ou de clôtures dans le cimetière national. Les tombes sont marquées par des pierres tombales en marbre debout.

## Histoire
Lorsque la guerre de Sécession commence, le gouvernement fédéral s'approprie 18 lots du cimetières de ce qui est alors le cimetière de la ville de Danville. Le petit lot est désigné en tant que cimetière national, en 1862. Il est divisé en six sections, dont cinq sont prévues pour l'inhumation des soldats, et l'autre pour les civils. Les premières inhumations sont des soldats de l'Union qui sont morts au cours des soins reçus dans les hôpitaux militaires de Danville. Un lot confédéré dans le cimetière de la ville, contenant 66 inhumations, est situé à côté du cimetière national de Danville.
Pendant les premiers mois de 1863, des détachements  confédérés s'infiltrent parmi les garnisons de l'Union qui tentent de protéger le Kentucky. Le 24 mars 1863, la ville de Danville est capturée par le général John Pegram et sa brigade de cavalerie, malgré une résistance résolue du colonel Frank Wolford, commandant le  1st Kentucky Cavalry de l'Union. Danville accueille également plusieurs hôpitaux qui soignent les blessés de guerre de Sécession.